# DJ IT
DJ IT는 대한민국의 EDM  (Trap & Dubstep) 프로듀서이다. 발매한 앨범들이 전부 차트 상위에 진입하였으며, "강철나비"로 세계적인 EDM 차트 Beatport TOP 10에 5위를 기록하였다.

## 생애
오래전 DJ IT는 힙합 DJ로 활동했었고 Dirty South에 심취했었던 적이 있지만 좀더 자극적인 EDM의 Trap & Dubstep로 넘어오게 된다.
오랜기간 Hiphop DJ로 활동한 그는 갈등하다 EDM으로 넘어왔지만 주변의 시선은 좋진 않았다 그럼에도 꾸준히 앨범을 발매해 결국 인정 받고 지금은 한국을 넘어 세계적인 EDM 프로듀서로 자리잡고 있다.
DJ IT는 콘서트&파티공연&방송, 음향 페스티벌, 오퍼레이팅 DJ로 수많은 뮤지션들의 앨범과 공연에 함께하여 국내는 물론 해외에서도 인정받는 DJ이며 'WORLD DJ FINAL' 세계 1위에 입상하고 챔피언 자리에 오르며 세계적인 페스티벌 DJ로 거듭나 최고의 플레이를 선보이고 대중들은 물론 여러 아티스트들의 사랑 받고있다.
최근은 아이돌 앨범에 참여해 프로듀서로도 인정을 받고있다. 현재 SBS “DJ쇼 트라이앵글” 놀벤져스 등에 출연해 최고의 무대를 선보여 한창 전성기를 누리는 중이다.

## 음반 목록
- 2013: Emettre
- 2013: Raw
- 2016: 1982.01.05 (파루)
- 2016: My Way (Weather)
- 2016: 강철나비
- 2017: Rainbow
- 2017: Fly away
- 2017: King of The Trap
- 2017: keep going on
- 2018: Baby Driver
- 2018: Ya man
- 2018: 카트라이더OST
- 2019: 돈키호테